# Otto Vittali
Otto Vittali (* 11. August 1872 in Offenburg; † 25. März 1959 ebenda) war ein deutscher Maler.

## Leben
Otto Vittali war ein Sohn des Fabrikanten Otto Hermann Leopold Vittali (1840–1911), dessen Vorfahren 1804 aus Bellano in der Lombardei nach Deutschland eingewandert waren. Sein Vater hatte 1856 in Offenburg eine Glasfirma gegründet, die 1902 mit einem weiteren Glaskunsthersteller zur heute noch existierenden Adolf Schell & Otto Vittali GmbH zusammengeschlossen wurde.
Otto Vittali studierte an der Kunstakademie Karlsruhe und der Kunstakademie München und lernte dann im Atelier von Professor Alexander Linnemann in Frankfurt am Main die Glasmalerei. Während seines Studiums in Karlsruhe wurde er dort 1890 Mitglied des Corps Saxonia. Nach einer Studienreise durch Amerika machte er sich in Berlin selbständig. Im Auftrag von Kaiser Wilhelm II. entwarf er die Deckenmalereien für die Himmelfahrtkirche auf dem Ölberg in Jerusalem.
Für das Hotel Adlon schuf Vittali die lebensgroßen Figuren im Mosaikfries der Gartenfassade. Mit dem Baurat Leibnitz und Kommerzienrat Stangen gründete er in Berlin die Vitra-Gesellschaft zur Herstellung künstlerischer Gläser und Fayencen mit Metalldekoren.
Während des Ersten Weltkrieges entwickelte er eine graphische Flugbahntabelle für die Feldkanone 96 n.A., die offiziell im Heer eingeführt wurde. Er wurde Führer eines Schallmesstrupps bei der Garde-Kavallerie-Division in Pinsk. Nach dem Krieg verdiente Vittali seinen Lebensunterhalt durch Radierungen, Steinzeichnungen, Exlibris, Buchillustrationen und Reklamezeichnungen. Er lebte mit seiner Familie längere Zeit auf Schloss Stegen bei Freiburg, später in Kirchzarten. Hier wandte er sich auch der Landschaftsmalerei zu. Er schuf viele Porträts, u. a. von den Industriellen Hans Mez und Emil Tscheulin.